# 開普費爾 (密蘇里州)
開普費爾（英語：Cape Fair）是位於美國密蘇里州斯通縣的非建制地區。

## 歷史
開普費爾的郵局自1851年營運至今。

## 地理
開普費爾所處的海拔為高於海平面324米（即1063英呎），而該地所採用的時區為UTC-6，即北美中部時區（CST）。同時該地設有夏令時間，為UTC-6調快一小時，即UTC-5（CDT）。